# Begonia trichosepala
Espèce
Synonymes
- Begonia erythrotricha C.DC.[2]

Begonia trichosepala est une espèce de plantes de la famille des Begoniaceae. Ce bégonia est originaire du Guatemala. L'espèce fait partie de la section Weilbachia. Elle a été décrite en 1895 par Casimir Pyrame de Candolle (1836-1918). L'épithète spécifique trichosepala  est une combinaisons du grec ancien tricho, poil, et de sepala, sépale, donc cela signifie « à sépales velus ». 

## Répartition géographique
Cette espèce est originaire du pays suivant : Guatemala.